# Makuna
I Makuna  sono un gruppo etnico della Colombia e del Brasile.

## Lingua
Parlano la lingua Makuna (codice ISO 639: MYY) che appartiene alla famiglia linguistica Tucano. Si fanno chiamare Yeba-masã.

## Insediamenti
Vivono soprattutto nel territorio della Colombia confinante con il Brasile, in particolare sul fiume Komeya Caño, affluente del Pira-Paraná, e sul corso inferiore del fiume Apapóris. In Brasile, si trovano nello stato dell'Amazonas, sul corso superiore del fiume Tiquiée sui suoi affluenti, i torrenti Castanha e Onça.

## Storia
Poco si sa circa la storia antica del Macuna. Sono stati menzionati per la prima volta nei resoconti portoghesi del XVIII secolo e nel XIX secolo, quando ha avuto inizio lo sfruttamento commerciale di gomma naturale nella Colombia amazzonica. In particolare verso la fine del XIX secolo i contatti con gli estranei si sono verificati più frequentemente, e con un effetto per loro negativo. Gli uomini furono portati via con la forza a lavorare per i padroni terrieri, una situazione che durò fino al 1940. La prima missione cattolica è stata stabilita nella zona nel 1960, anche se il contatto con i missionari esisteva almeno dal XVIII secolo.
A cavallo tra gli anni settanta e ottanta, ci fu un nuovo boom nella regione, con la coltivazione di coca da parte dei trafficanti illegali, che portò notevoli quantità di beni commerciali e denaro agli indigeni che lavorano per i bianchi nella zona. A metà degli anni ottanta la produzione di foglie di coca terminò bruscamente così come ebbe inizio, ma poco dopo fu scoperto l'oro lungo il fiume Taraira, a pochi giorni di distanza dal territorio Macuna. Migliaia di cercatori d'oro bianchi si riversarono nel territorio, la maggior parte attraverso le terre Macuna. Molti giovani del gruppo si misero alla ricerca d'oro per settimane o mesi  per conto proprio o sotto l'assunzione temporanea di un cercatore d'oro bianco.
Nel 1990 il governo colombiano ha creato due riserve indiane che comprendono la maggior parte del territorio Macuna; ciò ha fornito loro un maggiore controllo sulle loro terre.

## Organizzazione sociale
Sono specializzati nella produzione di cerbottane e pozioni curative, ma sono anche abili costruttori di canoe, oltre a fornire remi leggeri e molto ben rifiniti agli altri gruppi indigeni della regione del Tiquié superiore.